# Alfred Chicken
Alfred Chicken é um jogo de ação/aventura que foi criado originalmente pela Twilight Games. Foi lançado no Reino Unido em 1993 para o Amiga, Amiga CD32, Nintendo Entertainment System e Game Boy. Foi lançado nos Estados Unidos em Fevereiro de 1994 para o Game Boy e Super Nintendo.